# Молодійська ЗОШ
Молодійська ЗОШ — загальноосвітній навчальний заклад села Молодія.

## Історія

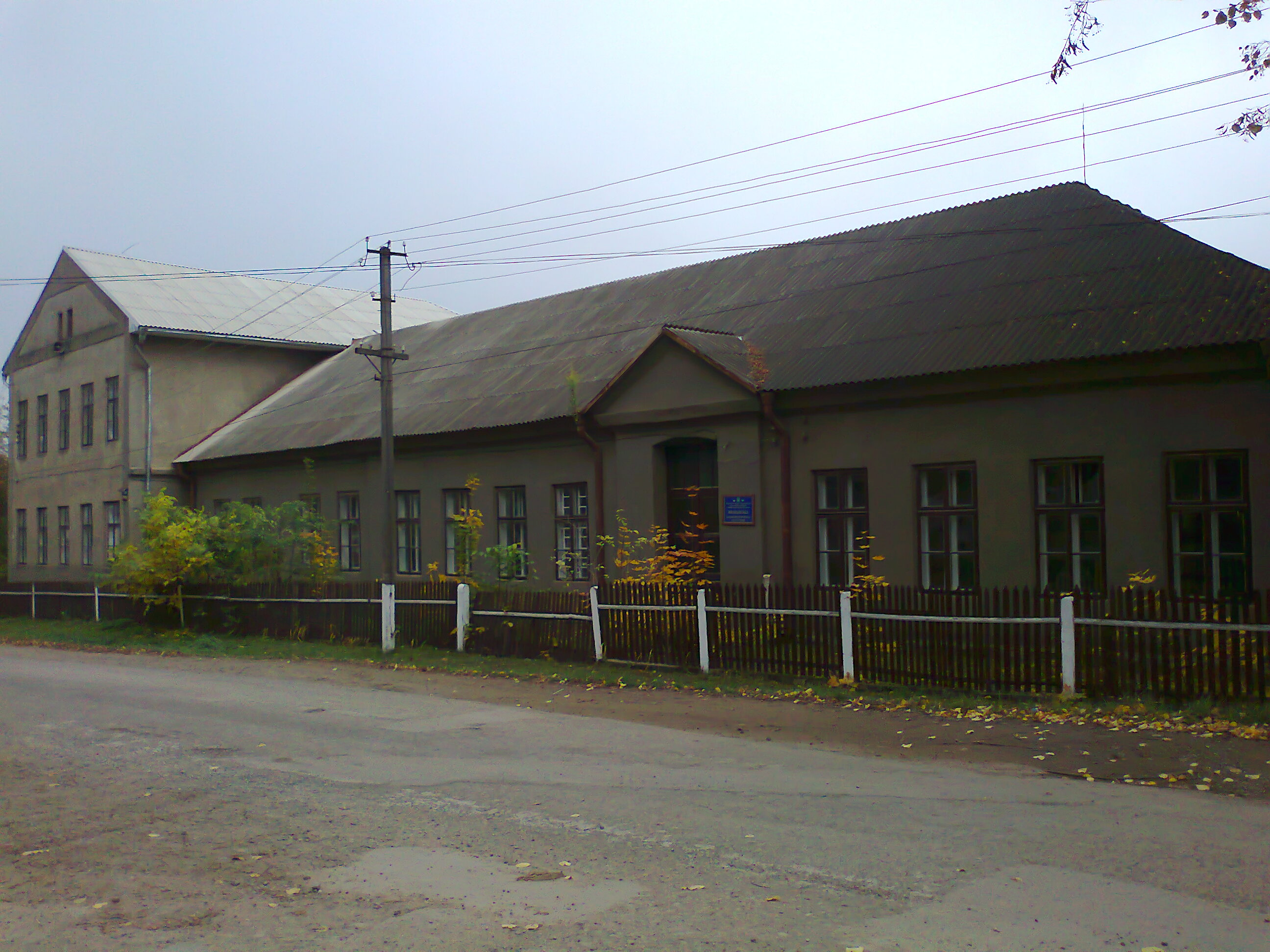
Корпус колишньої школи

Школа розпочала свою роботу 20 листопада 1841 року, де приорітетними мовами навчання були румунська і німецька. Згодом у 1873 році школа вміщала 8 систематизованих класів, 11 вчителів. 9 листопада 1906 року почалося функціювання україномовної школи на околиці села в Окопі, був один клас, один вчитель, 29 учнів. Пізніше, у 1937 році працювали дві школи. В основній школі з румунською мовою навчання працювало 13 вчителів, навчався 421 учень. В Окопі працювало 2 вчителя, відвідувало школу 62 учня, випускників за останні три роки було семеро. У 1937—1939 рр. випущено 89 учнів. В часи СРСР, у 1954 році школа отримала статус середньої. Навчалося 329 учнів, працювало 23 вчителя, переважна більшість яких мала вищу освіту. Мова навчання — українська. У 2009 році почалося будівництво нової школи. 24 серпня 2011 року відбулося відкриття новобудови з сучасними класами, спортивним залом, харчовим блоком та актовим залом. На даний час в школі навчаються 489 учнів, працює 41 вчитель.

## Вихідці з школи
- Володимир (Мороз) — митрополит, намісник Почаївської лаври
- Стефан Флореску — художник, член спілки художників Молдови
- Євсевій Мандичевський — професор музики, викладач Віденської консерваторії
- Андрій Іфтодій — проректор з лікувальної роботи, завідувач кафедри хірургії та уролргії БДМУ, доктор медичних наук, професор, заслужений лікар України
- Фелічія Сарафінчан — директор школи
- Лазар Фіалковський — голова Чернівецької державної фіто-санітарної інспекції